# Candor Chaos

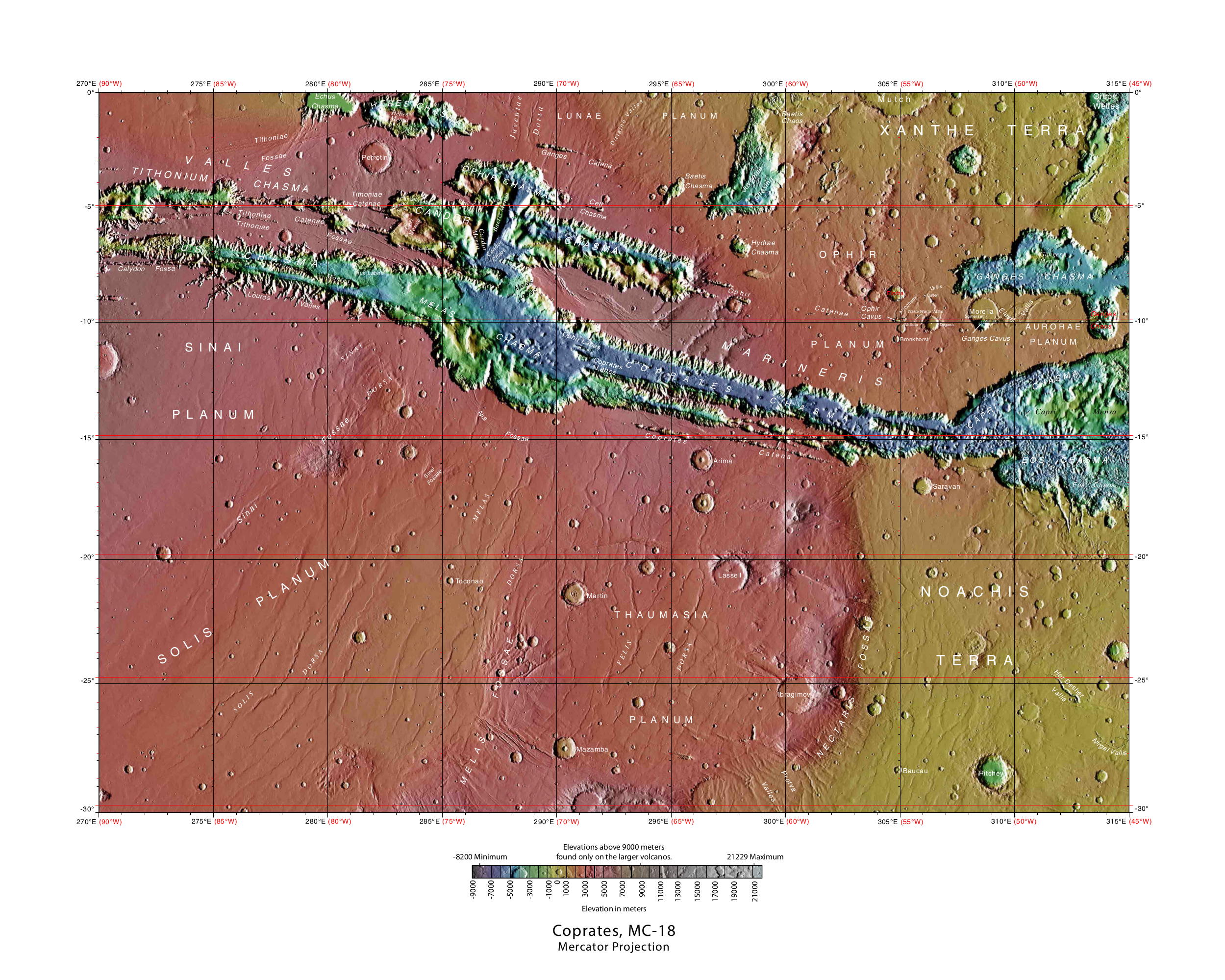
Mapa topografic de la zona.

Candor Chaos és una estructura geològica del tipus chaos a la superfície de Mart, situada amb el sistema de coordenades planetocèntriques a -6.35 ° de latitud N i 288.3 ° de longitud E. El nom va ser fet oficial per la UAI l'any 1985 i el pren d'una característica d'albedo localitzada a 5 ° de latitud N i 75 ° de longitud O.